# آنا کریستینا نوبر
آنا کریستینا نوبر (انگلیسی: Anna Christina Nobre؛ زادهٔ ۲۲ فوریهٔ ۱۹۶۳) معروف به کیا نوبر یک عصب‌شناس شناختی برزیلی-بریتانیایی است که در دانشگاه ییل در نیوهیون، سی‌تی، ایالات متحده آمریکا کار می‌کند و عضو آکادمی بریتانیا است.
نوبره استاد مؤسسهٔ وو تسای در دانشگاه ییل است، جایی که مرکز ارتباط نورونی و رفتار این مؤسسه را رهبری می‌کند. او عضو افتخاری دپارتمان‌های روان‌پزشکی و روان‌شناسی تجربی در دانشگاه آکسفورد است؛ او هم‌چنین عضو افتخاری نیو کالج در آکسفورد و استاد مدعو در مرکز مسولم برای نورولوژی شناختی و بیماری آلزایمر در دانشکده پزشکی فینبرگ در دانشگاه نورث وسترن می‌باشد.
دستاوردهای تحقیقاتی نوبره به‌طور گسترده‌ای مورد توجه قرار گرفته‌اند. او عضو انجمن بریتانیا (انتخاب شده در سال ۲۰۱۵)، عضو آکادمی اروپا (انتخاب شده در سال ۲۰۱۵)، عضو بین‌المللی آکادمی ملی علوم (انتخاب شده در سال ۲۰۲۰)، و عضو افتخاری بین‌المللی آکادمی هنرها و علوم آمریکا (انتخاب شده در سال ۲۰۲۴) است. او جوایز متعددی دریافت کرده است، از جمله آن می‌توان به جایزه علمی ام‌آی‌سی ستاف (۲۰۱۶)، جایزه برودبنت از انجمن روان‌شناسی شناختی اروپا (۲۰۱۹)، جایزه لایف‌تایم منتور از انجمن علوم روان‌شناسی (APS)، جایزه سی. ال. د کاروالهو-هاینکن برای علوم شناختی، و جایزه فرد کاولی برای دستاوردهای برجستهٔ شغلی از انجمن علوم اعصاب شناختی اشاره کرد. سایر نشان‌های افتخار او شامل عضویت در سمپوزیوم بین‌المللی نوروپسیکولوژی و انجمن تحقیقات اختلالات حافظه، و همچنین عضویت در انجمن روان‌شناسی آمریکا است.

## پژوهش‌ها
نوبره آزمایشگاه مغز و شناخت (Brain & Cognition Lab) را رهبری می‌کند. تحقیقات فعلی این گروه بررسی می‌کند که چگونه مغز اطلاعات مفید را از جریان حسی و خاطرات در مقیاس‌های زمانی مختلف اولویت‌بندی و انتخاب می‌کند تا تجربه و رفتار را شکل دهد. علاوه بر آشکارسازی مکانیسم‌های پایه‌ای این فرآیندهای نظارتی پیش‌گیرانه و پویا در مقیاس بزرگ، آنها بررسی می‌کنند که این مکانیسم‌ها چگونه در طول عمر توسعه می‌یابند و چگونه در اختلالات روان‌پزشکی و نورودژنراتیو (تخریب‌کنندهٔ عصبی) مختل می‌شوند. این تحقیقات از روش‌های مختلف رفتاری (روان‌فیزیک، ردیابی حرکات چشم، واقعیت مجازی) همراه با تکنیک‌های غیرتهاجمی نوآورانه و مکمل برای تصویربرداری و تحریک مغز انسان (مانند مگنتوآنسفالوگرافی، الکتروانسفالوگرافی، تصویربرداری تشدید مغناطیسی عملکردی و تحریک الکتریکی مغزی) استفاده می‌کند.
دستاوردهای تحقیقاتی نوبره و گروه او شامل موارد کشف مناطق مغزی تخصص‌یافته برای تشخیص کلمات (۱۹۹۴) و پردازش چهره (۱۹۹۴) در مغز انسان با استفاده از ثبت‌های داخل‌جمجمه‌ای، توصیف نوروآناتومی عملکردی شبکهٔ کنترل توجه فضایی در مغز انسان و اشاره به ارتباط آن با کنترل حرکات چشم (۱۹۹۷)، پیشگام شدن در مطالعهٔ علمی انتظارات زمانی (جهت‌دهی زمانی) (۱۹۹۸)، نشان دادن توانایی جهت‌دهی توجه انتخابی در حافظه کاری (۲۰۰۳)، توسعهٔ روش‌های آزمایشی جدید برای بررسی نحوهٔ هدایت توجه انتخابی توسط خاطرات بلندمدت (۲۰۰۶)، معرفی نشانگرهای جسمی جدید برای توجه در حافظه (۲۰۱۹) است.

## حرفه و خدمات
نوبره در سطح جهانی در نهادهای مشاوره‌ای مختلف برای مؤسسات علمی مشارکت دارد و نقش‌هایی در هیئت‌های تحریریه، تأمین مالی، کنفرانس‌ها و داوری ایفا می‌کند. در طول سال‌های فعالیتش در آکسفورد، او به عنوان نماینده انتشارات دانشگاه آکسفورد (۲۰۰۵–۲۰۱۵)، مدیر مرکز فعالیت مغز انسان آکسفورد (OHBA) (۲۰۱۰–۲۰۲۳)، رئیس دپارتمان روان‌شناسی تجربی (۲۰۱۶–۲۰۲۱)، رئیس کمیته بین‌دپارتمانی علوم اعصاب (۲۰۱۶–۲۰۲۱)، و مدیر غیراجرایی بنیاد سلامت آکسفورد (۲۰۲۱–۲۰۲۳) فعالیت کرده است.